# Démocratie locale

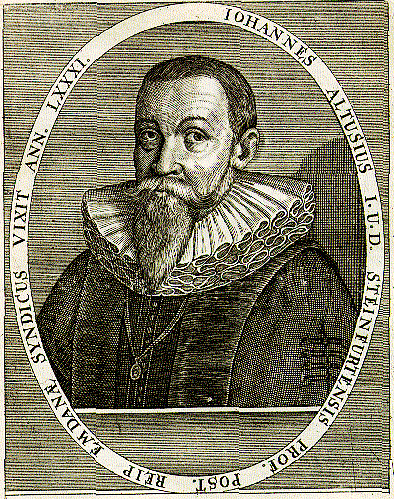
Johannes Althusius (1557-1638), précurseur de la démocratie locale et du principe de subsidiarité.

La démocratie locale peut se définir comme le pouvoir de décision transféré dans certains domaines de compétences par un État à une collectivité locale ou régionale dotée elle-même d'institutions démocratiques : région, département, ville, etc. Ce type de démocratie bénéficie dans toute l'Europe occidentale d'une longue légitimité, née de la démocratie dans les villes-États de la Grèce antique, puis des villes bourgeoises du Moyen Âge et de la Renaissance.
Après des siècles d'États forts et centralisés, la décentralisation des pouvoirs de l'État en transférant certaines compétences à des collectivités locales ou régionales est un mouvement qui se développe dans l'ensemble des pays européens. L'Europe a défini un certain cadre de démocratie locale, de nature essentiellement normative, dans des domaines tels que les relations interterritoriales, le développement durable, l'aménagement du territoire, ou les droits des minorités. Il initie également l'adoption de traités internationaux sous la forme de Conventions et de Chartes, telles que la « Charte de l'autonomie locale », ou la « Charte européenne des langues minoritaires ou régionales ».
En France, la démocratie locale n'a longtemps existé que dans le cadre des lois de 1871 et 1884, qui prévoyaient une autonomie très réduite des communes et des départements. À partir de 1982, avec les lois Defferre, commence le tout début d'une démocratie locale dotée d'une réelle autorité. La réforme constitutionnelle de mars 2003 et les lois qui en ont découlé ont renforcé encore cette évolution, qui reste cependant limitée par rapport à ce qui existe en Allemagne ou en Espagne.

## Définition
La démocratie locale peut se définir comme le pouvoir de décision transféré dans certains domaines de compétences par un État à une collectivité locale ou régionale dotée elle-même d'institutions démocratiques : province, région, département, ville, etc. Le principe de subsidiarité, qui vise à donner la responsabilité des décisions à la plus petite entité capable de résoudre le problème, est donc au cœur du concept de « démocratie locale ».

### En Europe
Au niveau de l'Europe, on utilise le terme d'« autonomie des  collectivités locales et régionales ».

La « Charte européenne de l'autonomie locale » — signée par les États membres du Conseil de l'Europe le 15 octobre 1985 et ratifiée (en septembre 2008) par 44 pays — considère dans son Préambule que : 

« le droit des citoyens de participer à la gestion des affaires publiques fait partie des principes démocratiques communs à tous les États membres du Conseil de l'Europe, et [que les États membres sont convaincus] que c'est au niveau local que ce droit peut être exercé le plus directement. »

La Charte définit l'« autonomie locale » comme étant la reconnaissance aux collectivités locales « dotées d'organes de décision démocratiquement constitués » d'avoir : 

« le droit et la capacité effective pour les collectivités locales de régler et de gérer, dans le cadre de la loi, sous leur propre responsabilité et au profit de leurs populations, une part importante des affaires publiques. »

La Charte fonde et garantit les libertés locales, la « démocratie locale », comme composante de la « démocratie » tout court.

### Dans le monde
La Banque mondiale a publié en 2008 le premier rapport sur La Décentralisation et la Démocratie locale dans le Monde. Ce rapport a été établi par le C.G.L.U., « Cités et Gouvernements locaux unis » (United Cities and Local Governments), qui, depuis sa création en 2004, a pour but de mettre en place un « observatoire global de la démocratie locale et de la décentralisation » dans le monde.

Les Principes directeurs de la Décentralisation et du renforcement des autorités locales (Guidelines on Décentralization and the Strengthening of Local Authorities), approuvés en avril 2007, déclarent tirer leur inspiration de la « Charte européenne de l'autonomie locale ». Ils définissent la démocratie locale en reconnaissant que le développement durable est rendu possible par : 

« la décentralisation effective des responsabilités, de la gestion des politiques, du pouvoir de prendre des décisions, et des ressources suffisantes, y compris le droit de collecter des impôts, aux autorités locales les plus proches, et les plus représentatives, de leurs électeurs. »

## Histoire de la démocratie locale

### Dans la Grèce antique

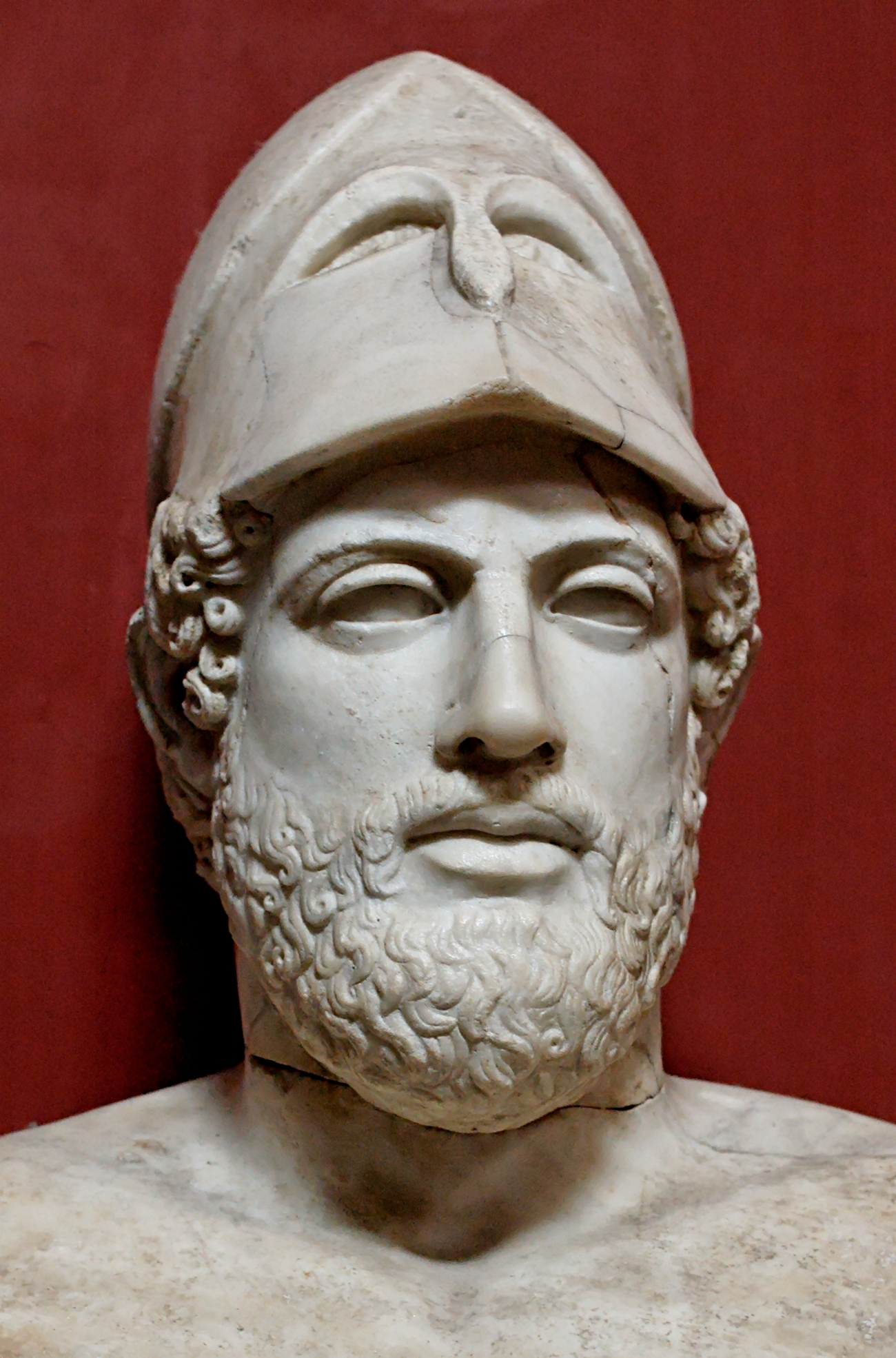
Buste de Périclès, qui donna une définition célèbre de la démocratie dans son discours L'Oraison funèbre, rapporté par Thucydide.

Les cités grecques, à la fois communes et États, donnent un exemple précoce d'une démocratie locale.
La problématique de la démocratie locale est formulée à Athènes de la manière la plus radicale au Ve siècle av. J.-C., dans un discours de Périclès rapporté par Thucydide : 

« [Notre Constitution] s'appelle « démocratie » parce qu'elle œuvre pour le plus grand nombre et non pour une minorité. Tous participent également aux lois concernant les affaires publiques, c'est la valeur seule qui introduit des distinctions et les honneurs vont plus aux mérites qu'à la fortune. Ni la pauvreté, ni l'obscurité n'empêchent un citoyen capable de servir la cité. Étant libre dans ce qui concerne la vie publique, nous le sommes également dans les relations quotidiennes. »

La démocratie des cités grecques n'était cependant pas de même nature que la démocratie locale actuelle, puisque, s'agissant de villes-États, ces cités n'avaient pas à traiter du problème de la répartition des compétences entre la collectivité locale et l'État dont elle dépend. Par conséquent, la démocratie à Athènes ne pouvait se concevoir qu'à travers le tirage au sort annuel de l'ensemble des serviteurs de la cité (justice, préparation des lois, gérants, garants...) à l'exception des chefs de guerre qui étaient élus, mais dont la valeur militaire était connue de tous les citoyens qui étaient aussi les combattants de la cité. Effectivement, pour les démocrates antiques, l'élection désignait une élite de citoyens (dans les domaines de la guerre, de la finance, de la propriété terrienne, de la démagogie...) qui était le propre d'un régime aristocratique.

### En Europe et en France
L'idée que l'apprentissage de la démocratie et de la participation démocratique est ancrée dans la vie locale, dans les communes en particulier, est une idée qui existe depuis longtemps en France. La commune étant en effet perçue comme la « cellule de base de la société », elle apparaît comme la source même de la vie démocratique.

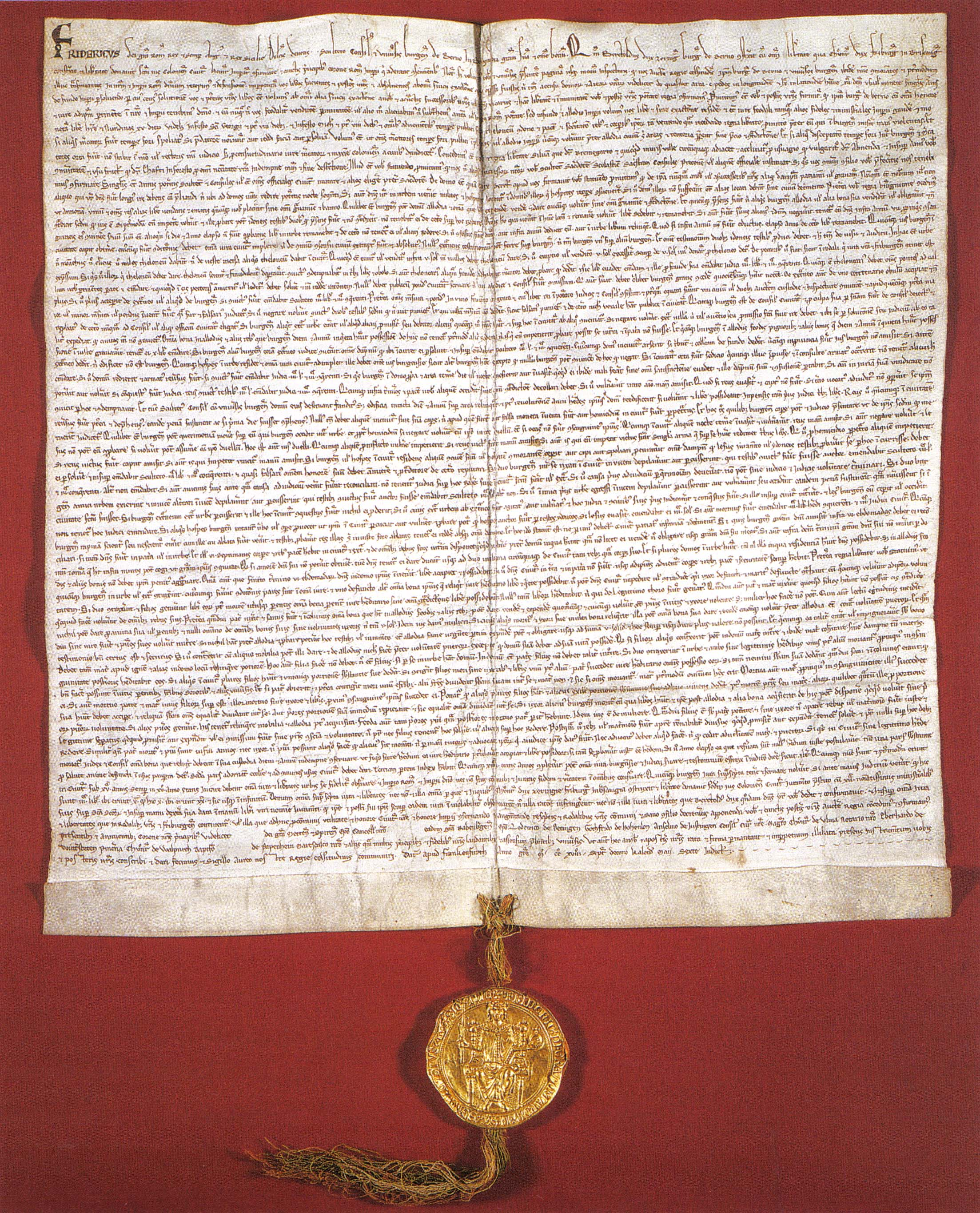
La « Charte d'or » de Berne, réputée avoir établi l'indépendance de facto de la ville face au pouvoir de l'Empereur au XIIIe siècle.

Si la Grèce — et l'Athènes de Périclès — bénéficie d'une certaine antériorité dans sa formulation de sa démocratie dès le Ve siècle av. J.-C., une démarche analogue apparaît dans le cadre de l'organisation des communes au XIIe siècle et au XIIIe siècle dans un certain nombre de cités du nord de l'Italie et en Suisse. Alors que la bourgeoisie apparaissait à peine, ces villes s'administrent déjà avec une certaine autonomie.
Les villes européennes présentent au Moyen Âge nombre de caractéristiques remarquables. Après l'effondrement de l'Empire romain, et en même temps que lui, de la structure urbaine sur laquelle il s'appuyait, une renaissance urbaine se dessine à partir du XIe siècle.
Des milliers de villes naissent alors, qui jouent un rôle moteur évident, en Italie du nord, entre Loire et Rhin, et sur les côtes méditerranéennes ; elles voient se développer des corps de métiers, des marchands, une industrie, un commerce lointain qui leur permet de drainer des ressources, des banques. Déjà se développe une forme de bourgeoisie, et même, de capitalisme.
Autour de ces villes privilégiées, l'État territorial s'affaiblit : si celui-ci renaît en France, en Angleterre, en Espagne, en revanche, en Italie, dans les Flandres et en Allemagne, les villes sont bientôt parfois suffisamment fortes pour se constituer en univers autonomes et s'affranchir de l'espace politique ancien, acquérant ou extorquant des privilèges, se constituant ainsi un véritable rempart juridique.

### Histoire récente
La démocratie locale, dans les villes, est donc en Europe occidentale une très longue tradition, remontant au Moyen Âge et à la Renaissance, même si, en revanche, en Russie, la situation a été très différente, car les villes n'y ont pas du tout joué le même rôle moteur, du fait de l'urbanisation beaucoup plus faible du pays, et de l'incapacité des villes à structurer l'espace autour d'elles.
Ce n'est que plus tard que sont apparus les pouvoirs centraux, les États forts, gouvernant tout un pays et non plus une ville-État.
Dans des pays comme la France et l'Angleterre, l'histoire nationale est une longue lutte pour assurer la prééminence de la royauté, ou du pouvoir central en général, en cherchant par conséquent à limiter le plus possible l'autonomie des régions ou des provinces.
Plusieurs pays européens, du fait de leurs institutions (Allemagne, Espagne, ainsi que la Suisse à l'extérieur de l'Union européenne) ont une décentralisation du pouvoir et des compétences très avancées en faveur d'une forte démocratie locale. D'autres, comme  l'Italie, sont prédisposés par leur histoire à être favorable à une importante décentralisation.
En France, en revanche, la tradition d'un État central fort va perdurer jusqu'aux lois Defferre de 1982-1983.
De nos jours, les pouvoirs locaux sont de nouveau perçus comme les institutions principales de manifestation de la démocratie, ainsi, ce sont des institutions se trouvant au plus proche du citoyen qui gèrent les affaires locales en respect du principe de subsidiarité et c’est ce qui permet à la démocratie de se manifester de façon efficace.
Il est plus facile de mettre en œuvre au niveau local la participation citoyenne, le principe de la majorité et la capacité à rendre compte qui sont les éléments fondateurs de la démocratie.
En permettant à la démocratie de se répandre de la base au sommet, les pouvoirs locaux  participent à la démocratisation de la société, c’est pour cette raison qu’ils peuvent être qualifiés de démocraties locales.

## Le cadre européen

### Charte européenne de l'autonomie locale

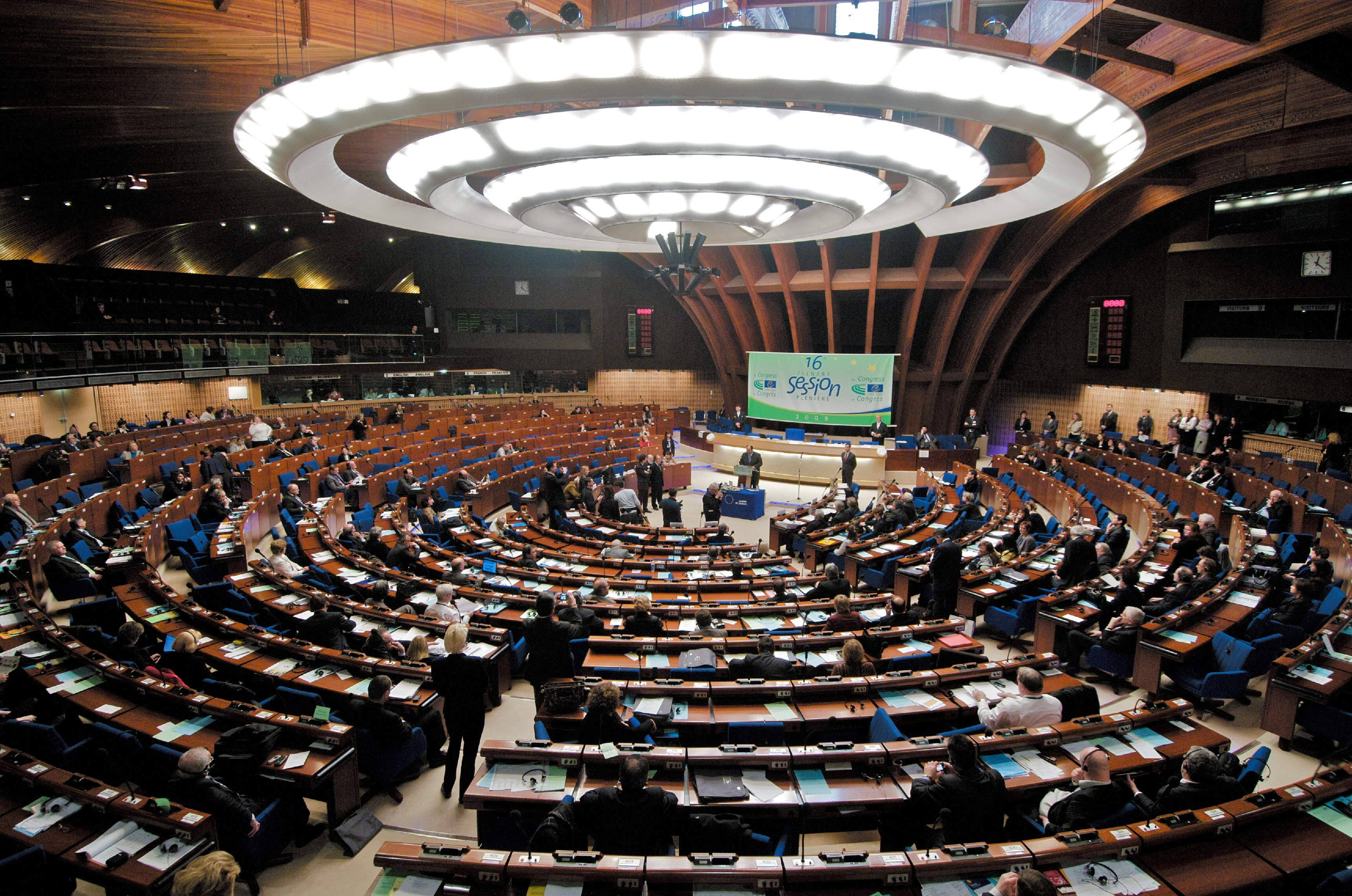
Session Plénière du Congrès des pouvoirs locaux et régionaux.

Par la « Charte de l’autonomie locale », le Congrès des pouvoirs locaux et régionaux — qui représente les collectivités locales et régionales au sein du Conseil de l'Europe —  a mis en place des règles communes aux pays membres du Conseil de l’Europe ayant apposé leur signature sur la Charte, le but étant de garantir l’acceptation et la protection de l’autonomie politique, administrative et financière des pouvoirs locaux. L’application de ces règles est réalisée selon le droit interne de chaque pays.
Cette charte constitue une protection importante des droits des pouvoirs locaux qui occupent une place fondamentale dans le développement de la démocratie locale et l’efficacité dans l’administration.
Dans ce sens, la Charte insiste sur plusieurs points essentiels tels que :
- les pays signataires sont liés — au moins en partie — par les articles de la Charte (Article 1) ;
- le principe de l'autonomie locale doit être reconnu par la loi, et autant que possible, par la Constitution des États signaires (Article 2), qui doivent définir les compétences de base attribuées aux collectivités locales (Article 4) ;
- les autorités locales doivent disposer de ressources financières suffisantes, dont elles peuvent disposer librement dans le cadre de leurs compétences. Une partie au moins de ces ressources financières doit provenir de redevances et d'impôts locaux dont les collectivités locales ont le pouvoir de fixer le taux, dans les limites de la loi (Article 9).

### Situation de différents pays européens
L'organisation de niveaux de démocratie à l'intérieur de chaque État se développe partout en Europe : en Belgique, où la tentation du fédéralisme fait son chemin, ainsi qu'en Italie à un moindre degré. En Espagne et en Allemagne, où l'autonomie des régions est déjà bien établie, on se pose la question de trouver le bon équilibre avec le rôle de l'État.

#### Allemagne

Carte des seize Länder après la réunification.

L'Allemagne étant un État fédéral, les Länder y ont un rôle beaucoup plus étendu que les régions françaises, comparable à celui des cantons suisses. Leurs domaines de compétence sont surtout la police et l'éducation mais également l'environnement, la construction, l'aide sociale, le commerce de détail. Certains domaines ne relèvent de la compétence des Länder que dans la mesure où — et aussi longtemps que — il n'existe pas de législation fédérale. On parle de compétences concurrentes. La Fédération a un rôle de coordination et d'harmonisation qui tend à s'accroître.
Chaque Land possède une constitution, un gouvernement, un parlement et une cour constitutionnelle (sauf pour le Schleswig-Holstein). Dans les treize Länder ne constituant pas des villes-États, le gouvernement porte le titre de « Gouvernement provincial » (Landesregierung) ou « Gouvernement d’État » en Bavière (Staatsregierung), il est dirigé par un ministre-président, et est responsable devant un Landtag (le parlement du Land). À Berlin, le bourgmestre-gouverneur dirige le Sénat et est responsable devant la Chambre des députés.

#### Espagne

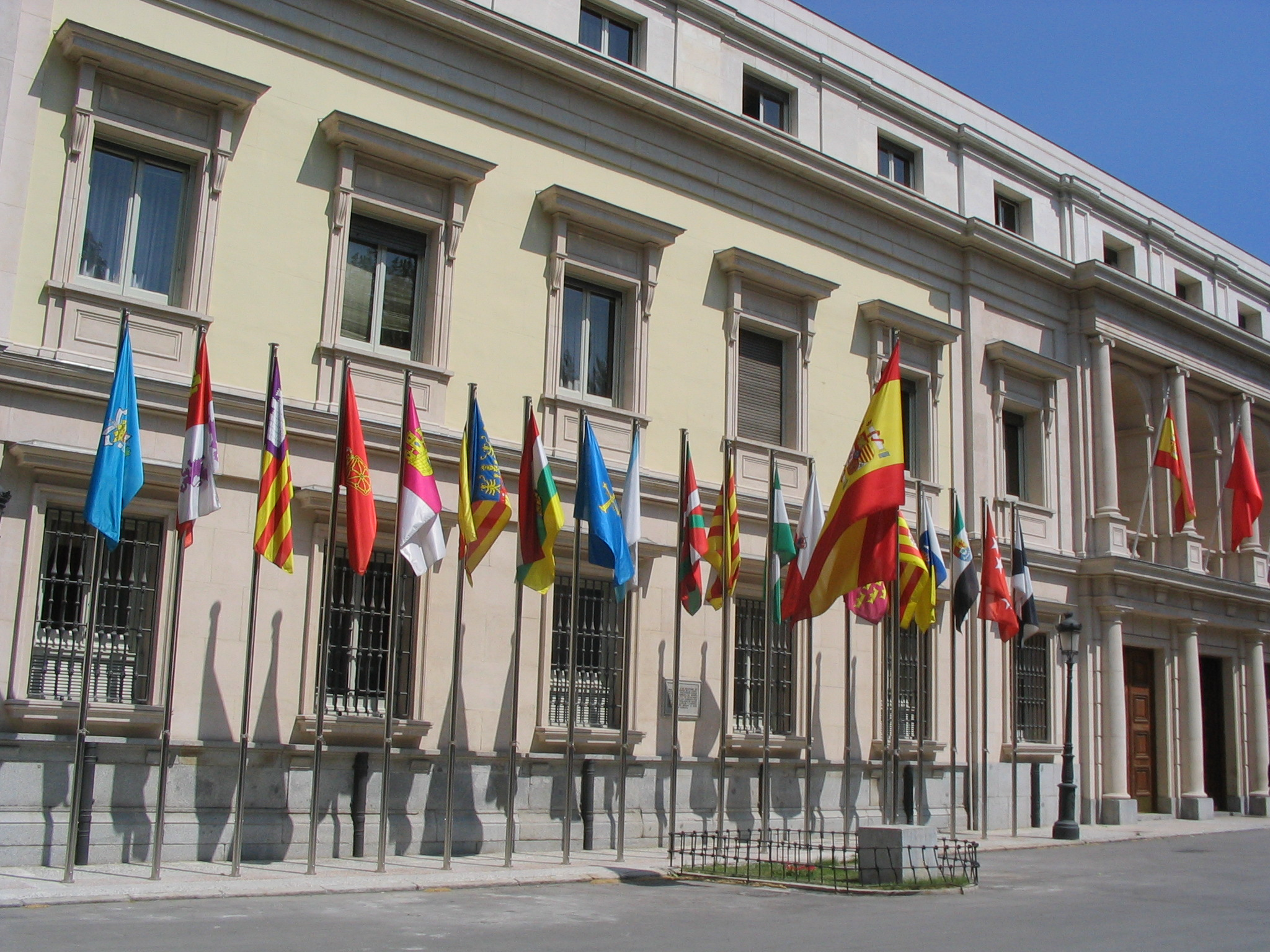
Drapeaux des communautés autonomes d'Espagne devant le Sénat, à Madrid

L'Espagne est divisée en 17 régions, appelées « communautés autonomes » (Comunidades autónomas en espagnol), qui peuvent être comparées à des États fédérés, chacune d'elles disposant d'une large autonomie, même si les compétences transférées par l'État central peuvent beaucoup varier et que les termes « indépendance » et « fédéral » sont quelque peu tabous.
La plus vaste d'entre elles est la Castille-et-León tandis que la moins étendue est la Communauté autonome des Îles Baléares.
La plus peuplée est l'Andalousie alors que c'est La Rioja qui compte le moins d'habitants.
En ce qui concerne le PIB, en 2008, la Catalogne est première et La Rioja dernière.
Enfin, pour ce qui est du revenu par tête (2006), la Communauté de Madrid domine un classement que ferme l'Estrémadure.
Les Communautés autonomes comprennent une (on parle alors de communauté autonome uni- ou monoprovinciale) à neuf provinces.
Les villes autonomes de Ceuta et Melilla ne sont pas à proprement parler des Communautés autonomes, bien que leur fonctionnement soit assez similaire. Elles sont comptées comme étant une 18e communauté autonome quoiqu'elles soient souvent oubliées.

### France
Les mots autonomie (locale ou territoriale), décentralisation, régionalisation, territorialisation, ne sont pas vraiment synonymes. 
Déconcentration (du pouvoir central) et décentralisation se distinguent par une autonomie plus ou moins grande dans le second cas. L'autonomie territoriale, alternative à l'indépendance, est présumée aller plius loin que la décentralisation.

#### Évolution récente
Avant 1982, il n'existait qu'une très relative autonomie des communes et des départements par rapport à l'État, instaurés par les lois de 1871 et 1884. La République française, qui a conservé l'optique d'une « République une et indivisible » apparaît peu décentralisée par rapport aux États voisins, qui donnent généralement de plus grandes libertés d'action à leurs régions, voire ont une structure clairement fédérale ou autonome.
L'échec du référendum d'avril 1969 initié par le général de Gaulle sur la régionalisation est une première tentative avortée pour faire évoluer l'administration de la France vers plus de démocratie locale.

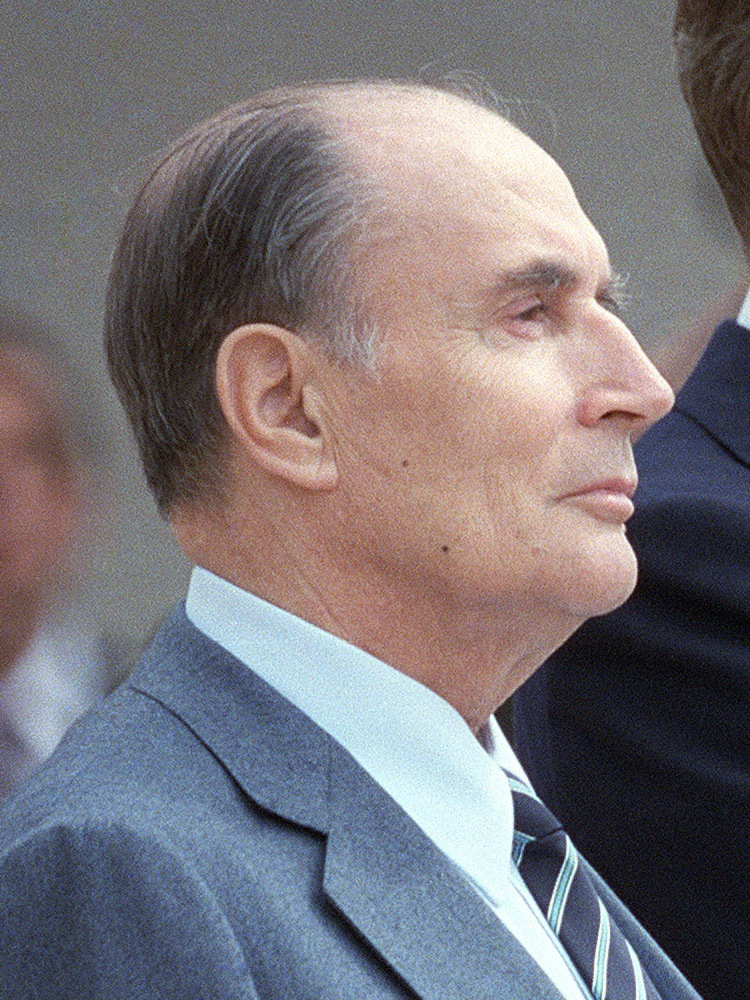
François Mitterrand, à l'origine de la première véritable décentralisation du pouvoir en France, en 1982.

Mais la décentralisation en France ne commence véritablement qu'avec les lois Defferre passées en 1982-1983 par le gouvernement Mauroy, peu après l'élection présidentielle de 1981 ayant porté François Mitterrand (PS) au pouvoir.
La loi Deferre du 2 mars 1982 est considérée comme l'« Acte I » de la décentralisation en France ; elle a apporté trois innovations majeures :
- suppression de la tutelle administrative a priori exercée par le préfet, remplacée par un contrôle de légalité a posteriori exercé par le tribunal administratif et la chambre régionale des comptes.
- transfert de l'exécutif départemental du préfet au président du conseil général.
- érection de la région en une collectivité territoriale de plein exercice.

La révision constitutionnelle du 28 mars 2003, relative à l'organisation décentralisée de la République française, a institué, au moins dans le principe, une « république décentralisée ». Une loi organique du 29 juillet 2004 a pour but d'organiser, ainsi que de garantir, l'autonomie financière des collectivités locales ; la loi du 13 août 2004 leur définit par ailleurs de nouvelles compétences.
Ces réformes — « Acte II » de la décentralisation — ont posé le principe de l'autonomie financière des collectivités territoriales et inclus les termes « région » et « décentralisation » dans la Constitution. Elles ont également instauré le référendum décisionnel local, ainsi qu'un droit de pétition. Les résultats de la réforme sont jugés décevants dans l'ensemble, si bien que la question d'un « Acte III » se pose.

#### Exemples d'expériences locales
La communauté urbaine de Lyon (Grand Lyon) a adopté une Charte de la participation citoyenne. La ville de Paris élabore une charte parisienne de la participation sous l'impulsion d'Hamou Bouakkaz, son adjoint au Maire de Paris pour la démocratie locale et la vie associative.
Plusieurs collectivités territoriales ont expérimenté des formes locales de droit d'interpellation citoyenne. Plusieurs communes ont mis en place des dispositifs organisant ce droit au cours de la dernière décennie. Parmi elles, la ville de Grenoble, la ville de Cachan, la ville de Saint Nazaire, la ville de Nancy.

## Problèmes rencontrés en Europe
En Europe, de nombreuses structures se juxtaxposent aujourd'hui : l'Europe elle-même, tout d'abord, puis les différents États et les communautés territoriales, et ces différentes structures doivent travailler ensemble le mieux possible.
Malgré tout, le nombre d'entités ayant pouvoir de décision ainsi que l'enchevêtrement de leurs compétences représentent un sérieux défi, du seul fait de la grande complexité qui en résulte. Ce défi est de parvenir à faire coexister harmonieusement ces différents pouvoirs, de garder malgré tout pour le citoyen une « lisibilité » satisfaisante de l'action publique et du rôle de chacun (qui est responsable de quoi ?).
Le rôle de l'État, en particulier, est remis en cause, car il est désormais pris en tenaille, d'une part, « par le haut », par l'autorité des institutions européennes, et « par le bas », par le pouvoir délégué aux collectivités territoriales, et tout spécialement aux régions. Ce défi est aujourd'hui rencontré dans tous les pays européens, et traité de façons diverses.
La redéfinition du rôle de l'État national traditionnel est donc au cœur des questions posées par la démocratie locale. Le principe de subsidiarité — selon lequel la responsabilité d'une action publique, lorsqu'elle est nécessaire, doit être allouée à la plus petite entité capable de résoudre le problème d'elle-même — est le principe essentiel qui permet cette redéfinition, qui reste difficile.
Un autre problème provient du fait que, malgré le développement de l'autonomie locale, le citoyen ne s'est pas véritablement approprié pour autant les affaires locales. Cela peut sans doute s'expliquer par plusieurs aspects, qui sont autant de défis à relever pour la démocratie locale : complexité des institutions locales et difficulté d'identifier le responsable d'une décision tout d'abord. C'est aussi le cumul des mandats, qui contribue à donner un poids indu aux enjeux nationaux lors des élections locales.
Par ailleurs, les aspects budgétaires et financiers sont essentiels à l'exercice de l'autonomie locale. Or, qui dit démocratie locale, dit inégalité entre collectivités locales « riches » et collectivités locales « pauvres », ce qui nuit forcément à la cohésion sociale. L'autonomie financière et fiscale doit donc être encadrée par un système de péréquation des ressources.

## Démocratie locale dans le reste du monde
Le premier rapport publié en 2008 par la Banque mondiale sur La Décentralisation et la Démocratie locale dans le Monde, et établi par le C.G.L.U., « Cités et Gouvernements locaux unis » (United Cities and Local Governments), donne les premiers constats de cet « observatoire global de la démocratie locale et de la décentralisation » dans le monde.
Ce rapport, destiné à être désormais publié tous les trois ans, aborde pour chaque continent trois thèmes principaux : 
- évolution des structures territoriales ;
- responsabilités et pouvoir, gestion et finances ;
- démocratie locale.

### États-Unis et Canada
Ces deux pays ont tous deux une organisation fédérale. Dans les deux cas, la démocratie locale a été instaurée très tôt, dès la colonisation britannique, avant même la naissance des États actuels. Au Canada, les lois sur les Provinces des années 1840 et 1850 ont défini les bases de la gouvernance locale, avant même la Loi constitutionnelle de 1867.
De façon générale, États-Unis et Canada appliquent le principe ultra vires d'origine britannique, qui correspond au principe de subsidiarité européen en interdisant à l'autorité fédérale d'aller « au-delà des pouvoirs » (ultra vires) qui lui ont été conférés par la Constitution.

### Asie-Pacifique
La zone Asie-Pacifique comprend une très grande variété de pays très importants, dont la Chine et l'Inde, qui à eux seuls représentent le tiers de la population mondiale. Ces pays présentent de plus de gros écarts en matière de revenu par habitant, avec d'un côté des pays riches tels que le Japon ou l'Australie — dont certains, comme la Corée, ont connu un rythme de croissance extrêmement rapide —, de l'autre des pays très pauvres comme le Bangladesh. Les cultures dont sont issus ces divers pays sont également bien différentes.
Quatre des douze pays étudiés dans la zone ont un système de gouvernement fédéral qui accorde, à des degrés divers, une certaine autonomie locale ; ce sont l'Australie, l'Inde, la Malaisie et le Pakistan (dont la législation récente témoigne dans ce domaine d'inspirations américaine, allemande et japonaise).
Quant à la Chine, sa taille énorme se traduit par le fait que, bien qu'il s'agisse d'un pays unitaire, il existe en son sein une grande diversité de situations selon les provinces.

### En Afrique
L'Afrique — qui représente 15 % de la population mondiale, mais seulement 2 % du commerce mondial — connaît maintenant une période de développement économique important (de l'ordre de 4 % par an, voire plus), même s'il reste encore un continent sous-développé, dont le taux d'alphabétisation oscille entre 40 % et 60 % de la population. Contrairement à la situation des années 1950 et 1960, le continent a connu depuis les années 1990 un développement significatif des systèmes démocratiques, et la plupart des pays ont aujourd'hui des systèmes politiques faisant appel au multipartisme, avec des dirigeants désignés au suffrage universel, avec une prédominance du système présidentiel.
Dans ce contexte, la véritable démocratie locale, conçue comme une fin en soi, reste cependant rarissime, et les éléments de décentralisation existants sont plus perçus comme une technique administrative permettant de diriger le pays plus facilement que comme une quelconque volonté politique. Seule l'Afrique du Sud, après l'abolition de l'apartheid en 1991, a mis en place une planification rigoureuse destinée à créer les conditions d'une véritable démocratie locale, dès le Local Government Act (« Loi sur l'autonomie locale ») de 1993, puis le Municipal System Act (« Loi sur le système municipal ») de 2000.

### Amérique latine
L'Amérique latine, où vivent 550 millions d'habitants environ, présente une certaine diversité et de grandes inégalités dans la distribution des richesses. La forme politique la plus fréquente est un régime présidentiel fort, où l'exécutif domine les autres parties prenantes du système politique. À partir des années 1980 cependant, ces régimes autoritaires ont peu à peu cédé la place à des formes plus démocratiques de gouvernement, ouvrant la voie du même coup à une démocratie locale, même si quelques pays avaient cependant des gouvernements locaux démocratiquement élus avant les années 1980.
Les trois plus grands pays d'Amérique latine, le Brésil, l'Argentine et le Mexique, sont dotés de gouvernements fédéraux. L'Argentine, le Brésil, la Bolivie, le Chili, la Colombie et l'Équateur ont décentralisé certaines compétences et ressources en faveur de collectivités locales. Au Pérou, la décentralisation commencée dans les années 1980, a été stoppée net pendant les années 1990, pour repartir à partir de l'an 2000.
Au Venezuela, la décentralisation des années 1990 a été récemment brouillée par des décisions contradictoires ; en Uruguay et au Paraguay, la décentralisation en est aux balbutiements, alors que le Mexique met en place son « nouveau fédéralisme » par des réformes juridiques et financières favorisant les autorités locales. Les pays d'Amérique centrale progressent également, quoiqu'à un rythme plus lent.

#### Histoire et origine
- Fernand Braudel, Civilisation matérielle, Économie et Capitalisme : XVe – XVIIe siècle, Les Structures du quotidien, Armand Colin, 1979

#### Dans le monde
- (en) United Cities et Local Governments, Decentralization and local democracy in the world : first global report by United Cities and Local Governments, 2008, World Bank Publications, 2008, 345 p. (ISBN 978-0-8213-7734-5, lire en ligne)

#### En Europe
- Hélène Pauliat, L'autonomie des collectivités territoriales en Europe : Une source potentielle de conflits ?, Limoges, Presses Universitaires, 2004, 354 p. (ISBN 978-2-84287-329-5, présentation en ligne)
- Congrès des pouvoirs locaux et régionaux de l'Europe, 50 ans de démocratie locale et régionale, Strasbourg, Council of Europe, 2007, 83 p. (ISBN 978-92-871-6360-8, présentation en ligne)
- Stéphane Guérard, Crise et mutation de la démocratie locale : en Angleterre, en France et en Allemagne, Editions L'Harmattan, 2004, 371 p. (ISBN 978-2-7475-6126-6, lire en ligne)
- Alain Delcamp, « La charte européenne de l'autonomie locale et son système de contrôle », Annuaire des Collectivités Locales, t. 19,‎ 1999, p. 139-172

#### En France
- Adrien Roux, 50 ans de démocratie locale : comment la participation citoyenne s'est laissée endormir, pourquoi elle doit reprendre le combat, Paris, Yves Michel, 11 avril 2011, 123 p. (ISBN 978-2-913492-94-3)
- Conseil de l'Europe, Structure et fonctionnement de la démocratie locale et régionale : France : situation en 1997, Council of Europe, 1998 (ISBN 978-92-871-3665-7)
- Robert Boure et Gérard Loiseau (dir.), Démocratie locale et Internet, Toulouse, Presses universitaires du Mirail, coll. « Sciences de la société » (no 60), 2003, 240 p. (ISBN 978-2-85816-691-6, lire en ligne)
- Arnaud  Génois et Didier Chauvin (dir.), Vote, et tais-toi ? Rennes Métropole à l'épreuve de la démocratie locale : état des pratiques, discours et représentations des acteurs en matière de participation citoyenne (mémoire de Sciences de l'information et de la communication), Université Rennes-II, 2014, 126 p. (lire en ligne)